# Neurellipes katera
Neurellipes katera is een vlinder uit de familie van de Lycaenidae. De wetenschappelijke naam van de soort is voor het eerst gepubliceerd in 1937 door George Talbot.
De soort komt voor in Congo-Kinshasa, Oeganda en Tanzania.